# Авария (фильм, 1976)
Авария (рум. Accident) — румынский фильм-боевик режиссёра Серджиу Николаеску. Описывается преследование милицией опасного уголовника, случайно обнаружившего себя в ДТП. Постепенно милицейский боевик превращается в экзистенциальное противостояние преступника и майора милиции, носителей противоположных нравственных начал. Одновременная гибель героя и антигероя приобретает символическое значение, понятное в свете истории Румынии последней четверти XX века.

## Сюжет

### Случайная завязка
Дождливый вечер выходного дня. Красный Opel Kadett возвращается с молодёжной прогулки в Бухарест. В машине трое молодых людей — Дан Эду (тип столичного студента), его девушка Мария и Тудор Кучану, очень непохожий на своих спутников внешностью, манерами, одеждой, выражением лица. Познакомились они явно недавно, знают друг друга плохо, но совместное весёлое времяпрепровождение сделало их приятелями.
Автомобиль идёт на большой скорости, в салоне включена музыка, трое оживлённо разговаривают. Дан и Тудор меняются местами у руля. В момент, когда за рулём находился Тудор, машина сбивает девочку. Кучану не останавливается (у него есть на то причины, о которых станет известно позже) и скрывается с места происшествия. Дан и Мария шокированы, но не останавливают водителя. «Она ведь появилась неожиданно… как из-под земли», — оправдывается Кучану.
Сигнал о ДТП получает милицейская группа. Начинается погоня. Однако Кучану, спровоцировав ещё несколько серьёзных ДТП, вырывается из Бухареста и заворачивает на лесную дорогу. В жарком споре с Даном он сбивает велосипедиста. Дан хватается за руль и от неловкого рывка машина переворачивается.
Мария получает серьёзную травму и впадает в кому. Рыдающий Дан принимает её за мёртвую. Тем временем Тудор профессионально зачищает концы — стирает в машине отпечатки, собирает вещи и деньги. Видя это, Дан с кулаками бросается на Тудора, однако тот оказывается сильнее в драке. «Убей меня, Тудор, я не хочу больше жить!» — просит Дан. Кучану слышит шум приближающейся милицейской машины, заставляет приятеля подняться и бежать. Они вскакивают на товарный поезд, направляющийся в Брашов. В вагоне Дан явно думает о самоубийстве, но Тудор не позволяет.
Милиция обследует место аварии. Кругом следы драки, причина которой оперативникам непонятна: «У таких мерзавцев своя психология». Различий между Кучану и Эду — остающихся ещё неустановленными лицами — милиция пока не усматривает. Марию не допросить — её отправляют в реанимацию. Единственная зацепка — автомобиль.

### Расследование и погоня
Начальник оперативно-следственной группы майор Андрей Петря устанавливает владельца машины. Это некто Стан Гламницу (тип деревенского «единоличника»). По его словам, автомобиль был недавно угнан. Однако по ряду признаков милиция подозревает связь Гламницу с преступником. Проверяются сотрудники мастерской по ремонту автомобилей, которой руководил Гламницу. Возникает предположение об ОПГ, занимающейся автоугонами. Начинается проработка связей, в результате которой выясняется связь Гламницу с Тудором Кучану, ранее осуждённым за кражу. Подозрения подтверждаются. Обход родственников и знакомых Кучану позволяет установить весь круг фигурантов — по найденным фотографиям идентифицируются находящая в коме Мария и Дан Эду.
Кучану и Эду скрываются в Брашове. По телефону в баре Кучану связывается с Гламницу и требует перевести 15 тысяч леев. Эти деньги он рассчитывает использовать для бегства за границу. По смыслу разговора становятся понятны давние криминальные связи: «Будешь артачиться — вышлешь двадцать. Понял, благодетель?»
Милиция обнаруживает обоих, но Кучану и Эду вновь отрываются от преследования на угнанной машине. Отношения между ними крайне напряжены — состояние, привычное для уголовника Кучану, тяготит Эду. Между ними доходит до рукоприкладства. Кучану то апеллирует к дружбе, то грозит ножом (с которым не расстаётся). Он уже знает из газеты, что Мария жива, но скрывает это от Дана. Сам Дан успел понять: «Ты боишься один!» Узнав, что Мария жива, Дан оставляет Тудора, приезжает в больницу и сдаётся милиции.
Расследованием установлено, что Гламницу перевёл на имя Кучану 15 тысяч леев на адрес в Оршове. Выяснены давние махинации руководителя автомастерской — с помощью своих работников, прежде всего Кучану, он организовывал угоны машин, разбирал их и продавал запчасти. Милиция арестовывает Гламницу. Вокруг разыскиваемого Кучану постепенно смыкается кольцо.
Майор Петря с молодым лейтенантом Влаху обнаруживают Кучану на угнанном молоковозе и пускаются в погоню. Молоковоз переворачивается на повороте, милиционеры захватывают Кочану и сажают в свою машину. Кучану симулирует тяжёлое ранение, Влаху останавливается, чтобы оказать помощь. Преступник мгновенно пересаживается за руль милицейской машины и снова пускается в бегство.
Петря преследует Кучану на машине. Влаху бежит наперерез и пытается остановить, встав поперёк пути. Кучану сбивает Влаху и несётся дальше. Петря вынужден прервать погоню, чтобы помочь Влаху. На выезде из города Кучану не справляется с управлением и машина летит в реку. Однако водолазы не обнаруживают трупа.

### Образы противостояния
По ходу фильма идёт нарастание и смысловое наполнение конфликта. Рутинное расследование дорожного происшествия превращается в столкновение нравственных позиций и жизнесмыслов, в мировоззренческое противостояние. Петря раскрывается как правоохранитель «шараповского» типа, олицетворение гуманной силы. Он симпатизирует Дану, успокаивает его деда, сглаживает их конфликт. В разговоре с Влаху высказывает свою позицию: «Главное — помочь человеку возродиться».
Кучану обретает демонические черты «криминального исчадия», делается символом идейной, принципиальной асоциальности. При этом впечатляет его упорство в отстаивании криминального образа жизни, готовность сопротивляться в самой безнадёжной ситуации, своеобразная бескомпромиссность в схватке с государством. Этот образ, несмотря на цензурные ограничения, удивительно чётко вписывается в антураж румынской повседневности 1970-х.

### Кульминационный финал
Петря рассчитывает, что Кучану явится за деньгами на адрес в Оршове. Чтобы не привлекать внимания, он дожидается его один, в штатской одежде. Кучану действительно приходит. Петря пытается его задержать, но преступник вновь бросается в бегство.
Дом расположен в мрачной болотистой местности. Кучану бежит вглубь болота. Петря преследует его. Оба уходят всё дальше, выдыхаясь от бега. Наконец майору удаётся схватить преступника. Оба падают, с трудом поднимаются. Петря затевает разговор по душам: «Что ты думал, когда начинал всё это? На что надеялся?» Кучану незаметно достаёт нож и бьёт Петрю в грудь.
Удар наверняка смертелен, но майор достаёт револьвер. Он поднимается, делает несколько выстрелов в воздух. Опасаясь попасть под пулю, Кучану сбивается с тропы и падает в трясину. Его стремительно засасывает. Преступник тянет руку вверх с мольбой о помощи. Умирающий Петря протягивает ему руку. Возникает поразительная сцепка-рукопожатие. Фильм завершается этим стоп-кадром.

## В ролях
- Серджиу Николаеску — майор Петря
- Георге Михэйцэ — Тудор Кучану
- Владимир Гэйтан — лейтенант Влаху
- Дан Ивэнеси — Дан Эду
- Штефан Михайлеску-Брэила — Гламницу
- Коля Рэуту — полковник милиции
- Амза Пелля — подполковник милиции
- Эмиль Хоссу — лейтенант милиции
- Иляна Поповичи — Мария
- Эрнест Мафтей — дед Дана
- Себастьян Папаяни — репортёр

## История создания
Сценарий был написан Думитру Карабэ по авторской идее Серджиу Николаеску. В основу легли реальные случаи из милицейской практики. Есть мнение, что фильм был заказан милицейским руководством для улучшения имиджа румынских правоохранительных органов, ассоциировавшихся с Секуритате. Отсюда идеализированные образы не только главного героя (единичный случай выглядел бы правдоподобно), но практически всех персонажей, представляющих милицию. Журналист-кинокритик Кристиан Тудор Попеску отмечал, что в некоторых аспектах (милиция, отношение к ней населения) фильм — как и всё румынское кино того времени — показывает «вымышленную, параллельную Румынию», соответствующую идеологическим установкам РКП, а не реальную СРР времён Чаушеску.
Съёмки начались 21 июня 1976 года и продолжались 40 дней. Разработка шла в тесном контакте с МВД. Фильм был утверждён к показу 27 декабря 1976 специальным идеологическим ведомством — «Советом социалистической культуры и образования». Прокат собрал внушительную зрительскую аудиторию — более 2,9 млн человек (более 10 % тогдашнего населения Румынии). В СССР картина демонстрировалась под названием Несчастный случай.

## Символика конца
С самого начала критика обратила внимание на содержательно-смысловую многослойность картины, на её социально-философское звучание:

Этот фильм можно видеть не только на поверхности, но и в глубине. На поверхности — захватывающий боевик. В глубине — тревожная тень преступления.

Последние кадры проникнуты символизмом: Кучану затягивает болото, Петря протягивает руку спасения собственному убийце… Но своеобразный символ налицо и несколько ранее — долгий бег вглубь болота двух задыхающихся людей. Учитывая последующую роль Николаеску в Румынской революции, можно предположить, что и в этот эпизод вкладывался не меньший образно-социальный смысл.